# 27 Capricorni
27 Capricorni är en misstänkt variabel i stjärnbilden Stenbocken.
27 Capricorni har visuell magnitud +6,25 och varierar utan någon fastställd amplitud eller period. Den befinner sig på ett avstånd av ungefär 170 ljusår.